# Velešín město
Velešín město je železniční zastávka, která se nachází v km 96,960 trati České Budějovice – Summerau. Leží na okraji města Velešín v okrese Český Krumlov.

## Historie
Zastávka byla zprovozněna 8. října 1933 pod názvem Velešín městys. Název se poprvé změnil v roce 1939, zastávka dostala německý název Weleschin Stadt, v následujícím roce se tento název změnil na Weleschin Markt. Po konci druhé světové války, v roce 1945, získala zastávka svůj původní název. Ten jí vydržel až do roku 2013, kdy byla zastávka přejmenována na Velešín město.

## Popis
V zastávce je u traťové koleje zřízeno vnější nástupiště o délce 220 m, nástupní hrana je ve výšce 550 mm nad temenem kolejnice. Nástupiště je tvořené betonovými panely s umělou vodící linií pro nevidomé. Dále je zastávka vybavena osvětlením, betonovým přístřeškem[zdroj?] a staničním rozhlasem se systémem INISS 2.